# Mstislav II de Kiev
Mstislav II Iziaslávich (en ucraniano: Мстислав Ізяславич, en ruso: Мстислав Изяславич) (¿?-1172), Knyaz (Príncipe de Pereyáslav, Volodímir-Volinski y Veliki Kniaz), (Gran Príncipe) de Kiev (1167-1169, 1170). Hijo de Iziaslav Mstislávich, Gran Príncipe de la Rus Kiev.
Junto a su padre, participó en las guerras contra Yuri Dolgoruki y los príncipes de Chernígov. Luego de una victoria inicial contra los cumanos en 1153, Mstislav fue derrotado en el río Psel. Yuri Dolgoruki lo obligó a huir a Polonia en 1155, pero al siguiente año Mstislav retornó con una nueva armada y venció a Dolgoruki en Volodímir-Volinski. Dolgoruki murió en 1157, y Mstislav se auto-coronó en Volodímir-Volinski.
En 1169, Kiev fue saqueada por Andréi Bogoliubski, quien derrocó a Mstislav. Mstislav se exilió a Bizancio durante el reinado del emperador Manuel I Comneno, que le entregó el distrito de Otskalana.

## Matrimonio y descendencia
En 1151, Mstislav se casó con Inés de Polonia, hija del Duque Boleslao III de Polonia. Tuvieron tres hijos:
1. Román Mstislávich (c. 1152-1205)
2. Sviatoslav Mstislávich, Príncipe de Bérest
3. Vsévolod Mstislávich de Volinia, Príncipe de Belz, Príncipe de Volinia (muerto en 1196)

Su muerte es registrada en 1172 según Heraldry of the Royal Families of Europe, Jiri Louda y Michael Maclagan. Clarkson N Potter, New York 1981, tabla 135

## Referencias

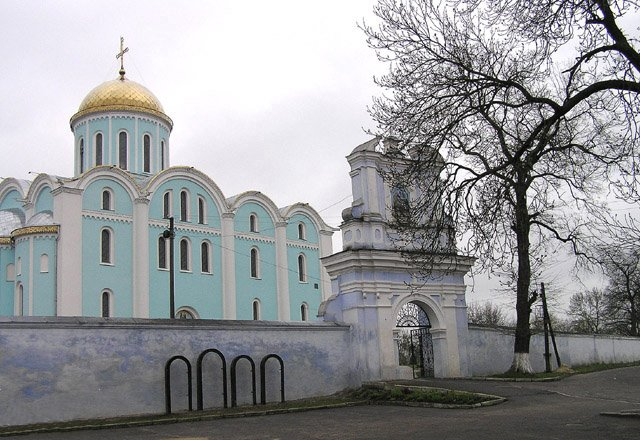
Catedral de la Asunción en Volodímir-Volinski, construida por Mstislav en 1160.